# Rhaphidophora conocephala
Rhaphidophora conocephala är en kallaväxtart som beskrevs av Cornelis Rugier Willem Karel van Alderwerelt van Rosenburgh. Rhaphidophora conocephala ingår i släktet Rhaphidophora och familjen kallaväxter. Inga underarter finns listade.